# Abbaye Saint-Just de Suse
L’abbaye Saint-Just (en italien Abbazia di San Giusto) est une ancienne abbaye fondée en 1027, située sur le territoire communal de Suse dans le Piémont. Aujourd'hui, l'abbaye correspond au siège de l'évêché et à la cathédrale.

## Histoire
L'abbaye est fondée en 1027, d'après Hugues de Flavigny et sa chronique de Verdun, par Oldéric-Manfred, seigneur de la marche de Turin et marquis de Suse, et sa femme Berthe. La charte de fondation permet de connaître la généalogie de la famille du marquis notamment ses frères Alric (mentionné également sous les formes Aldéric ou Abdéric ou encore Alrico) évêque d'Asti en 1017, Oddon, Alton, Hugues et Guy.
Oldéric-Manfred fait ériger cette abbaye à la suite de l'acquisition des reliques de saint Just(e) de Novalaise. L'historien Léon Menabrea, reprenant l'analyse du moine chroniqueur Raoul Glaber (XIe siècle), indique que ces reliques étaient l'œuvre d'un faussaire. Bien que les autorités ecclésiastiques semblent au courant de la supercherie, ils placent les reliques à Saint-Jean-de-Maurienne. La vallée de Suse, toute comme la vallée d'Oulx (Val d'Ors) dite aussi haute vallée de Suse, est placée sous la juridiction spirituelle de l'évêque de Maurienne, dès sa création au VIe siècle. Le pouvoir temporel appartient au comte de Turin. Oldéric-Manfred aurait récupéré celles-ci dans la ville épiscopale, peut être de force, pour les ramener dans la ville de Suse. Il fait ériger une église pour accueillir la châsse.
Le marquis lègue au monastère « le tiers de la ville [de Suse], du territoire et de la vallée de Suse ». L'abbaye lors de sa création est placée directement sous l'autorité papale. La même solution, dans laquelle les divers évêques se chamaillent à propos des limites de leurs diocèses, est adoptée par la prévôté de Saint Laurent d'Oulx.
L'abbaye est devenue le siège de l'évêché, tandis que l'abbatiale a été transformée en cathédrale de Suse.

## Abbés
- 1164 — 1183 : Boson
- 1366 — 1370 (?) : Édouard de Savoie-Achaïe[7].
- ? — ? : Guillaume de Challant († 1431)[8].
- v. 1510 : Pierre de La Baume, abbé commendataire, chanoine d'Aix-en-Provence, de Lyon[9].
- ? — ? : Jean de La Forest (mort vers 1537)[10].